# Aníbal Mosa
Yakob Aníbal Mosa Shmes (Qamishli, Siria; 6 de abril de 1967). Desde 2024 es el presidente del directorio de la sociedad anónima Blanco y Negro, concesionaria que administra el Club Social y Deportivo Colo-Colo, cargo que también ocupó entre los años 2015 y 2018, y entre 2019 y 2021.

## Biografía
Mosa llegó con su familia a Chile desde la ciudad siria de Qamishli cuando tenía 6 años de edad, en septiembre de 1973. Su padre se instaló primero con un negocio en Frutillar, para luego trasladarse a la ciudad de Puerto Montt.
En el año 2007, mostró interés en ingresar a la administración de Deportes Puerto Montt primero y Deportes Antofagasta después, gestiones que no prosperaron.
A fines del año 2010 Mosa se hizo con un paquete accionario de 12,5 % de la propiedad de Blanco y Negro, tras adquirir los títulos rematados por el expresidente Sebastián Piñera. En 2012 se convirtió en el máximo accionista individual luego de comprar la mitad de las acciones de Hernán Levy, que lo dejaron con el control del 24,5 % de la institución, y con la opción de nombrar a tres directores.
En el año 2015, tras la junta de accionistas de la sociedad, fue elegido como el reemplazante de Arturo Salah en la presidencia de Blanco y Negro.
En 2019 sumó al expresidente de la Asociación Nacional de Fútbol Profesional Harold Mayne-Nicholls como uno de los tres directores que podía elegir en función de su paquete accionario, y volvió a ser presidente de Blanco y Negro tras vencer en la elección a su bloque opositor por 5 votos a 4, con el apoyo de los dos directores del Club Social.
En 2020, y tras una serie de declaraciones cruzadas por la baja de salarios de los jugadores, desató una serie de conflictos entre la concesionaria y los deportistas, la que terminó con la mayor crisis deportiva del club, la que casi le cuesta perder la categoría y descender por primera vez en la historia. 

## Controversias

### Grupo Pasmar S.A. y construcción del "Mall Paseo Chiloé"[13]
En el año 2008, Aníbal Mosa junto a su hermano mayor Jackob Mosa, en calidad de propietarios del holding Grupo Pasmar S.A., llevaron adelante un polémico proyecto de construcción de un centro comercial en la ciudad de Castro, Isla de Chiloé. La polémica giró, principalmente, en torno a dos problemas. En primer lugar, el edificio generó un fuerte impacto estético por la gran dimensión de su estructura y la ubicación en la que se emplazó, que forma parte del centro histórico de la ciudad. Este aspecto sumó tal nivel de críticas, que incluso la UNESCO se refirió al proyecto, calificando su impacto como "negativo", considerando su cercanía a una de las iglesias declaradas Patrimonio de la Humanidad por la misma entidad.
En segundo lugar, la concreción del proyecto se alcanzó, en parte, gracias a una modificación en el plan regulador de Castro llevada a cabo el mismo año de la presentación del proyecto, sin la cual este no hubiese obtenido el permiso. Además, Grupo Pasmar S.A. fue multada por el Juzgado de Policía Local de Castro, por incumplir orden de paralización de obras.

### Caso Licencias
En diciembre de 2023, el canal de televisión Mega emitió un reportaje sobre la obtención irregular de licencias de conducir por parte del Presidente de Blanco y Negro S.A., Aníbal Mosa, y 21 futbolistas con presente o pasado en el cuadro albo. Estas licencias eran emitidas por la Municipalidad de Nancagua, a través de su ex Director de Tránsito y actual alcalde, Aníbal Valenzuela, quien a cambio recibía indumentaria oficial de Colo Colo entre otros beneficios, que de acuerdo con la formulación de cargos realizada por la Fiscalía en su contra, constituirían la comisión del delito de cohecho. Gracias a esta artimaña, el dirigente y los jugadores obtenían una licencia auténtica sin cumplir los requisitos legales, esto es, omitiendo la realización del examen médico, psicométrico y práctico correspondientes.
Aníbal Mosa se encuentra en una posición más complicada y delicada que la del resto de los acusados, ya que para la obtención de su licencia, además de indicar domicilio falso en la comuna de Nancagua, extendió un certificado de Enseñanza Básica completa falso, cuestión que involucraría otras figuras delictuales. Pese a todo esto, la Fiscalía llegó a un acuerdo con varios de los jugadores implicados, el cual fue aprobado por el Juzgado de Garantía de Santa Cruz, mientras que Aníbal Mosa quedó bajo la medida cautelar de firma mensual, hasta discutirse una posible salida alternativa en audiencia ante el tribunal mencionado.

## Política
Aníbal Mosa se identifica abiertamente con la izquierda política. Sus padres Asís Mosa y Amal Schmes militaron en el Partido Baaz Árabe Socialista. En agosto de 2019 declaró su admiración por la expresidenta Michelle Bachelet a quién calificó como «patrimonio de la democracia chilena».